# 奥斯特利茨 (游戏)
《奥斯特利茨》（英語：Austerlitz），是由Personal Software Services開發，Mirrorsoft发行的一款回合制战略游戏。1989年该作发行于英国和德国，支持在Amiga、雅達利ST和MS-DOS上游玩。1991年Mirror Image在法国重新发行该作的Amiga版。该作以奧斯特利茨戰役为背景，围绕拿破仑军队抵御入侵奥斯特利茨村的奥俄联军展开。
该作的开发者为彼得·图尔詹（Peter Turcan），他曾开发过与该作题材相似的游戏，如《滑铁卢》和《博罗季诺》。该作采用三维视角呈现战场全局，但并未往游戏加入声音。该作好评居多，评论者们称赞了该作的画面和表现形式，但也有人对该作对战役历史的还原度和没有声音的问题持不同意见。

## 玩法

一张法军正与奥俄联军交战的截图，指令框中显示着来自拿破仑的命令。

該作為回合制战略游戏，以奥斯特利茨战役为背景，围绕拿破仑指挥的法军为了保卫奥斯特利茨村和亚历山大一世率领的奥俄联军作战展开。该作的战斗从1805年12 月2日上午7点开始，并采用回合制运行战斗。该作一个回合最多持续15分钟，玩家在回合结束前可发布8种指令。玩家可以选择操纵法军或奥俄联军。玩家若要移动一个部队单位，须选中它们并将光标移到所需的位置。玩家在移动阶段开始时可向一个部队单位发出指令，指令包括移动、攻击、防御、炮击、保持警戒、撤退和报告。
玩家需要使用左上角的指南针旋转地图以保证军队朝着预期的方向前进。玩家在选定部队单位的移动目的地后，除非部队单位到达目的地或在到达目的地前已被击毙，部队单位不会执行其它指令。玩家发出的指令会在屏幕下方的游戏指令框中显示。玩家可以对一个部队单位下达炮击指令以攻击远处的敌人，指令成功后可使被炮击的敌方单位失去战斗力。该作未添加任何声音。
该作由彼得·图尔詹（Peter Turcan）开发，他曾开发过与该作题材类似的回合制策略游戏并可在雅達利ST上游玩，诸如《滑铁卢》和《博罗季诺》。

## 回响
该作好评居多。《The Games Machine》的约翰・海克里夫（John Highcliffe）称赞该作对战役历史的还原度，并认为对该题材感兴趣的玩家会喜欢这款游戏。但他也担忧该作节奏缓慢的问题。《Tilt》的阿兰・惠赫斯・拉库尔（Alain Huyghes-Lacour）称赞游戏的画面和采用三维视角呈现战场全局的做法，并称其突破了其他战略游戏的设定基准。《ST Format》的马克・海厄姆（Mark Higham）质疑该作对战役历史的考究，他批评游戏中没有当时法军经常使用的烟雾弹。但他也称赞该作是当时最好的战略游戏，并称“没有任何战争游戏能与之媲美”。他认为该作是Personal Software Services开发过的最好的一款游戏，并认为该作给玩家提供了更高的逼真度。
《ACE》的马克・帕特森（Mark Patterson）赞扬该作流畅的动画和令人印象深刻的画面，但他也批评该作不添加声音的做法缺乏新意。《Amiga Computing》的露辛达・奥尔（Lucinda Orr）称游戏画面“非常精彩”，并认为该作是最好玩的一款以拿破仑为题材的战略游戏。《Amiga Format》的一位评论者称该作的3D画面“很好”，但认为没有声音是玩家在战略游戏中“最不需要的东西”。《Amiga Power》的乔纳森・戴维斯（Jonathan Davies）认为游戏画面是该作唯一的“优点”，他批评游戏节奏缓慢以至于玩家需要花费数小时和大量耐心来输入指令。《Australian Commodore and Amiga review》的一位评论员认为该作是给那些非常热爱游戏的玩家设计的，他称游戏的复杂程度会让“那些经验丰富的战略玩家高兴得像泥巴里打滚的猪”。